# Большеижморский сельсовет
Большеижморский сельсовет — сельское поселение в Земетчинском районе Пензенской области Российской Федерации.
Административный центр — село Большая Ижмора.

## История
Статус и границы сельского поселения установлены Законом Пензенской области от 2 ноября 2004 года № 690-ЗПО «О границах муниципальных образований Пензенской области».

## Население
| 2002  | 2010  | 2012  | 2013  | 2014  | 2015  | 2016  |
| ----- | ----- | ----- | ----- | ----- | ----- | ----- |
| 2196  | ↘1590 | ↘1521 | ↘1472 | ↘1432 | ↘1393 | ↘1354 |
| 2017  | 2018  | 2021  |       |       |       |       |
| ↗1359 | ↘1322 | ↘1117 |       |       |       |       |

## Состав сельского поселения
| № | Населённый пункт | Тип населённого пункта       | Население |
| - | ---------------- | ---------------------------- | --------- |
| 1 | Большая Ижмора   | село, административный центр | ↘960      |
| 2 | Десятый Октябрь  | посёлок                      | 48        |
| 3 | Малая Ижмора     | село                         | ↘582      |

## Известные уроженцы
- Липилин, Иван Семёнович  (1922—1994) — полный кавалер ордена Славы. Родился с селе Большая Ижмора.